# Ісаєва Ганна Кіндратівна
Ганна Кіндратівна Ісаєва (до шлюбу Пилипенко; 23 (10) лютого 1912, Петриківка — 19 вересня 1983, Петриківка) — українська художниця, майстриня петриківського розпису. 
Малювати навчалася у дядини Ярини Пилипенко, а також згодом у Тетяни Пати.
Працювала на Фабриці петриківського розпису «Дружба» з моменту її заснування у 1958 році до 1970 року, після чого перейшла у новостворений Експериментальний цех петриківського розпису.